# Baobab
Baobab (Adansonia) er en slægt af tropiske træer inden for Katost-familien og er blandt verdens ældste træslægter, der fortsat eksisterer. Træet er kendetegnet ved, at det efter ca. 1.000 års levetid begynder at udhule sig selv. Verdens største baobab-træ findes i Sydafrika.  
Baobabtræet er et af verdens største træer, når det kommer til omkreds. Af de ni forskellige Adansonia-arter er de seks hjemmehørende (endemiske) på Madagascar, to i Afrika og en i Australien. 